# Loupiac, Lot
Loupiac är en kommun i departementet Lot i regionen Occitanien i södra Frankrike. Kommunen ligger i kantonen Payrac som tillhör arrondissementet Gourdon. År 2022 hade Loupiac 273 invånare.

## Befolkningsutveckling
Antalet invånare i kommunen Loupiac
| Referens: INSEE |